# Bispo de Londres
O Bispo de Londres é o ordinário da Igreja da Inglaterra responsável pela Diocese de Londres, na província da Cantuária. Por costume, o bispo também é Deão da Capela Real desde 1723. A diocese abrange 458 km ², cerca de 17 municípios da Grande Londres e uma pequena parte do condado de Surrey. A sé da diocese de Londres é a Catedral de São Paulo, fundada em 604 e reconstruída várias vezes desde 1675 e após o Grande Incêndio de Londres (1666).
A residência do bispo é o The Old Deanery Dean's Court, Cidade de Londres.  Anteriormente, até 1973, o Palácio de Fulham, no oeste de Londres, foi a residência por mais de 1300 anos e, a partir do século XVIII, o bispo também tinha aposentos na London House, ao lado da Capela do Bispo na Aldersgate Street.
Terceiro em antiguidade na Igreja da Inglaterra, depois dos arcebispos de Cantuária e Iorque, o bispo é um dos cinco bispos seniores que se sentam como um dos 26 Lordes Espirituais na Câmara dos Lordes (para os bispos diocesanos restantes de menor categoria, os assentos são obtidos mediante vacância, determinada pela antiguidade cronológica). Os outros quatro bispos seniores são o arcebispo da Cantuária, o arcebispo de Iorque, o bispo de Durham e o bispo de Winchester.
O atual bispo de Londres é Sarah Mullally, desde 8 de março de 2018, o 133ª na linhagem e primeira mulher bispo da Diocese de Londres.

## História
A primeira menção do Cristianismo na Inglaterra vem de Tertuliano, possivelmente escrevendo no início dos anos 200, mas a primeira menção de uma igreja implícita em Londres se refere a um bispo de Londres, Restitutus ou Aldephius, que compareceu ao Concílio de Arles em 314. 
A localização da catedral original de Londinium é incerta. A estrutura atual de St Peter upon Cornhill foi projetada por Christopher Wren após o Grande Incêndio em 1666 e fica no ponto mais alto da área da antiga Londinium, mas possivelmente mais significativamente diretamente acima da localização de uma sala de santuário pagão (aedes) dentro da grande basílica romana de Londres.
Há uma tradição medieval que afirma que a igreja foi fundada pelo rei Lúcio em 199. Se a igreja de São Pedro foi construída na era romana, isso tornaria a igreja contemporânea à igreja romano-britânica de Silchester, construída de forma semelhante adjacente à Basílica Romana e provavelmente pré-Constantino em idade.
No entanto, é preciso ter alguma cautela a este respeito, pois outras pesquisas sugerem que é muito raro que as primeiras igrejas cristãs inglesas tenham sido fundadas em templos pagãos, e que quando os templos foram transformados em igrejas, isso ocorreu mais tarde, no final do século VI em diante. Os historiadores parecem estar mais confiantes de que as primeiras igrejas cristãs inglesas se reuniam em casas particulares e que algumas vilas romanas também instalaram locais de culto cristão.
Se a história de Lúcio é uma ficção, ou se realmente havia uma igreja deliberadamente erguida sobre a sala do santuário não está claro e só poderia ser estabelecido por exploração arqueológica sob St Peter's. No entanto, é interessante que, embora quatro igrejas medievais tenham sido construídas na mesma época sobre as fundações da Basílica e do fórum romanos, as autoridades da cidade de Londres em 1417 determinaram que St Peter's remontava aos tempos romanos e, de fato, era a sé original do cristianismo inglês. Isso sugere que pode ter havido algo extra na localização e longevidade de St Peter que justifica que seja anterior às outras.
Em 1995, uma grande e ornamentada igreja do século IV foi descoberta em Tower Hill, que parece ter imitado a catedral de Santo Ambrósio na capital imperial em Milão em uma escala ainda maior. Esta possível catedral foi construída entre 350 e 400 com pedras retiradas de outros edifícios, incluindo seu verniz de mármore preto. É perfeitamente possível que a pedra tenha vindo da basílica e do fórum de Londres, que foi demolido e nivelado na mesma época. A igreja do século IV foi incendiada no início do século V.
De acordo com uma lista do século XII, que pode ser registrada por Jocelyne de Furness, houve 14 "arcebispos" de Londres, alegando que a comunidade cristã de Londres foi fundada no século II sob o lendário rei Lúcio e seus santos missionários Fagano, Deruviano, Elvano e Meduino. Nada disso é considerado confiável pelos historiadores modernos.

## Bispos

### Bispos romano-britânicos
As datas e os nomes desses primeiros bispos são muito incertos.
- Thean (186-193);[14][15][16][17][nt 1]
- Elvanus (desconhecido);[15][16][17][nt 2]
- Cadar (desconhecido);[nt 3]
- Obinus (desconhecido);
- Conan (desconhecido);[nt 4]
- Palludius (desconhecido);[nt 5]
- Stephan (desconhecido);[nt 6]
- Iltuta (desconhecido);[nt 7]
- Dedwin (desconhecido);[nt 8]
- Thedred (desconhecido);[nt 9]
- Hilary (desconhecido);[nt 10]
- Restitutus (fl. 314);[nt 11]
- Guidelinus (desconhecido);[nt 12]
- Fastidius (fl. c. 430);[nt 13]
- Vodinus (?- 453);[nt 14]
- Theanus (?-c. 586).[14][15][16][17][18][nt 15]

Segundo uma fonte, o episcopado do último bispo terminou em 586. Mas, segundo outra, um século e meio se passou entre a fuga do último bispo britânico e a chegada do primeiro bispo pós-agostiniano.